# Still Most Wanted Tour
Still Most Wanted World Tour 2005/2006 fue una gira de conciertos realizada por la cantante estadounidense Hilary Duff. El tour comenzó en Los Ángeles (California) en el verano de 2005 y culminó en septiembre de 2006.

## Características e historia del tour
El Still Most Wanted Tour ha sido el tour en el cual Duff ha visitado más países hasta la fecha, recorrió más de 50 ciudades estadounidenses, visitó Europa, Australia y México, en total Duff ofreció 79 conciertos con este tour en 11 países del mundo.
Los conciertos eran más innovadores en el sentido de que las dos anteriores giras de la cantante eran bastante discretas, pequeños shows en espacios reducidos, con pocos efectos especiales. Pero con el Still Tour Duff logró crear un mejor ambiente en escena, un gran montaje con luces, efectos especiales y pantallas gigantes. También en este tour se incorporaron nuevas coreografías y como tal los conciertos tendían a ser más grandes.
Duff comenzó la gira en Los Ángeles, a mediados de julio, recorrió los Estados Unidos, Australia y Canadá. Ofreció 12 conciertos en algunas ciudades europeas, y finalmente culminó su tour en septiembre de 2006 en Puyallup.
Duff anunció oficialmente que esta ocasión estaría de gira en Latinoamérica, por 6 países, (México, Guatemala, Panamá, Colombia, Brasil y Argentina), pero a causa de una amigdalitis grave, Duff canceló sus presentaciones en los últimos cinco países. Según fuentes extraoficiales, luego del concierto en la Ciudad de México se le diagnosticó a Duff una amigdalitis grave, por lo que tuvo que cancelar la gira latinoamericana. Después de culminar sus conciertos en México Duff dijo estar muy “desilusionada” por la cancelación de la gira por América Latina, pero anunció realizar sus presentaciones postergadas para una próxima gira. En Venezuela se compraron todas los boletos ya que Evempro la contrató para ofrecer un concierto promocional en el poliedro de Caracas, pero sin embargo no se pudo y  los boletos se entregaron.

## Lista de canciones
Canciones interpretadas por Duff en el tour
1. "Wake Up"
2. "The Getaway"
3. "Do You Want Me"
4. "Underneath This Smile"
5. "Come Clean"
6. "Anywhere but Here"
7. "Someone's Watching over Me"
8. "Mr. James Dean"
9. "Hide Away"
10. "Beat of My Heart"
11. "Cry"
12. "I Am"
13. "Party Up"
14. "Fly"
15. "Break My Heart"

Al Final:
1. "Little Voice"
2. "So Yesterday"
3. "Rock This World"

Otras...
- "Girl Can Rock"
- "Shine"
- "Who's That Girl"

## Fechas del tour
| Norteamérica             |                  |                |                                 |
| 12 de julio de 2005      | Los Ángeles      | Estados Unidos | Greek Theatre                   |
| 13 de julio de 2005      | Costa Mesa       | Estados Unidos | Orange County Fair              |
| 16 de julio de 2005      | Denver           | Estados Unidos | Coors Amphitheater              |
| 18 de julio de 2005      | Mankata          | Estados Unidos | Midwest Wireless Civic Center   |
| 19 de julio de 2005      | Chicago          | Estados Unidos | Allstate Arena                  |
| 20 de julio de 2005      | Grand Rapids     | Estados Unidos | Van Andel Arena                 |
| 22 de julio de 2005      | Erie             | Estados Unidos | Erie Civic Center               |
| 24 de julio de 2005      | Providence       | Estados Unidos | Dunkin Donuts Center            |
| 25 de julio de 2005      | Hartford         | Estados Unidos | Hartford Civic Center           |
| 27 de julio de 2005      | Richmond         | Estados Unidos | Richmond Coliseum               |
| 29 de julio de 2005      | Roanoke          | Estados Unidos | Roanoke Civic Center            |
| 30 de julio de 2005      | Winston-Salem    | Estados Unidos | The Joel Coliseum               |
| 31 de julio de 2005      | North Charleston | Estados Unidos | North Charleston Coliseum       |
| 2 de agosto de 2005      | Miami            | Estados Unidos | American Airlines Arena         |
| 3 de agosto de 2005      | Kissimmee        | Estados Unidos | Silver Spurs Arena              |
| 7 de agosto de 2005      | Columbus         | Estados Unidos | Columbus Civic Center           |
| 11 de agosto de 2005     | Kansas City      | Estados Unidos | Kemper Arena                    |
| 12 de agosto de 2005     | Council Bluffs   | Estados Unidos | Mid-America Center              |
| 16 de agosto de 2005     | Peoria           | Estados Unidos | Peoria Civic Center             |
| 17 de agosto de 2005     | Madison          | Estados Unidos | Alliant Energy Center Coliseum  |
| 19 de agosto de 2005     | Louisville       | Estados Unidos | Kentucky State Fair             |
| 20 de agosto de 2005     | Clarkston        | Estados Unidos | DTE Entergy Music Theatre       |
| 23 de agosto de 2005     | Cincinnati       | Estados Unidos | US Bank Center                  |
| 24 de agosto de 2005     | Columbus         | Estados Unidos | Nationwide Arena                |
| 26 de agosto de 2005     | Charleston       | Estados Unidos | Charleston Civic Center         |
| 27 de agosto de 2005     | Baltimore        | Estados Unidos | Baltimore Arena                 |
| 30 de agosto de 2005     | East Rutherford  | Estados Unidos | Continental Airlines Arena      |
| 1 de septiembre de 2005  | Uniondale        | Estados Unidos | Nassau Veterans Memorial        |
| 2 de septiembre de 2005  | Allentown        | Estados Unidos | Allentown Fair                  |
| 3 de septiembre de 2005  | Syracuse         | Estados Unidos | New York State Fair             |
| 23 de septiembre de 2005 | Kelseyville      | Estados Unidos | Konocti Field Amphitheater      |
| 25 de septiembre de 2005 | Puyallup         | Estados Unidos | Puyallup Fair                   |
| 13 de noviembre de 2005  | San Juan         | Puerto Rico    | Coliseo José Miguel Agrelot     |
| Australia — Etapa III    |                  |                |                                 |
| 2 de diciembre de 2005   | Adelaide         | Australia      | Entertainment Centre            |
| 3 de diciembre de 2005   | Melbourne        | Australia      | Rod Laver Arena                 |
| 5 de diciembre de 2005   | Canberra         | Australia      | Royal Theatre                   |
| 7 de diciembre de 2005   | Newcastle        | Australia      | Entertainment Centre            |
| 9 de diciembre de 2005   | Wollongong       | Australia      | Wollongong Entertainment Centre |
| 10 de diciembre de 2005  | Sídney           | Australia      | Sídney Entertainment Centre     |
| 11 de diciembre de 2005  | Brisbane         | Australia      | Brisbane Entertainment Centre   |
| Norteamérica             |                  |                |                                 |
| 4 de enero de 2006       | Victoria         | Canadá         | Bell Centre                     |
| 6 de enero de 2006       | Kelowna          | Canadá         | Prospera Place                  |
| 7 de enero de 2006       | Vancouver        | Canadá         | Pacific Coliseum                |
| 9 de enero de 2006       | Calgary          | Canadá         | Pengrowth Saddledome            |
| 10 de enero de 2006      | Red Deer         | Canadá         | ENMAX Centrium                  |
| 11 de enero de 2006      | Edmonton         | Canadá         | Rexall Place                    |
| 13 de enero de 2006      | Saskatoon        | Canadá         | Credit Union Centre             |
| 14 de enero de 2006      | Regina           | Canadá         | Brandt Centre                   |
| 15 de enero de 2006      | Winnipeg         | Canadá         | MTS Centre                      |
| 18 de enero de 2006      | Sudbury          | Canadá         | Sudbury Arena                   |
| 20 de enero de 2006      | Hamilton         | Canadá         | Copps Coliseum                  |
| 21 de enero de 2006      | London           | Canadá         | John Labatt Centre              |
| 22 de enero de 2006      | Toronto          | Canadá         | Air Canadá Centre               |
| 25 de enero de 2006      | Moncton          | Canadá         | Moncton Coliseum                |
| 26 de enero de 2006      | Saint John       | Canadá         | Harbour Station                 |
| 28 de enero de 2006      | Saint John's     | Canadá         | Mile One Stadium                |
| 30 de enero de 2006      | Halifax          | Canadá         | Halifax Metro Centre            |
| 1 de febrero de 2006     | Montreal         | Canadá         | Bell Centre                     |
| 2 de febrero de 2006     | Ottawa           | Canadá         | Corel Centre                    |
| Europa — Etapa IV        |                  |                |                                 |
| 21 de abril de 2006      | Dublín           | Irlanda        | The Point                       |
| 23 de abril de 2006      | Glasgow          | Reino Unido    | Clyde Auditorium                |
| 25 de abril de 2006      | Mánchester       | Reino Unido    | MEN Arena                       |
| 26 de abril de 2006      | Brighton         | Reino Unido    | Brighton Centre                 |
| 27 de abril de 2006      | Londres          | Reino Unido    | Hammersmith Apollo              |
| 28 de abril de 2006      | Birmingham       | Reino Unido    | NIA Academy                     |
| 30 de abril de 2006      | Ámsterdam        | Países Bajos   | Heineken Music Hall             |
| 2 de mayo de 2006        | París            | Francia        | Le Grand Rex                    |
| 5 de mayo de 2006        | Barcelona        | España         | Pabellón Olímpico de Badalona   |
| 6 de mayo de 2006        | Madrid           | España         | Cubierta de Leganés             |
| 7 de mayo de 2006        | Valencia         | España         | Palacio Velódromo Luis Puig     |
| 9 de mayo de 2006        | Milán            | Italia         | Alcatraz                        |
| Norteamérica             |                  |                |                                 |
| 16 de mayo de 2006       | Monterrey        | México         | Arena Monterrey                 |
| 18 de mayo de 2006       | Guadalajara      | México         | Arena VFG                       |
| 20 de mayo de 2006       | México, D.F.     | México         | Palacio de los Deportes         |
| 10 de junio de 2006      | Washington D. C. | Estados Unidos | Children's Museum Benefit       |
| 30 de junio de 2006      | Kelsyville       | Estados Unidos | Kinocti Harbor Resort           |
| 28 de julio de 2006      | Atlantic City    | Estados Unidos | Taj Mahal                       |
| 29 de julio de 2006      | Tom Rivers       | Estados Unidos | The Tom River Festival          |
| 24 de septiembre de 2006 | Puyallup         | Estados Unidos | Puyallup Fair                   |

### Fechas canceladas
Lista de conciertos en Latinoamérica del Still Most Wanted Tour que fueron canceladas.
| Fecha                    | Ciudad              | País      | Lugar                    |
| ------------------------ | ------------------- | --------- | ------------------------ |
| 24 de septiembre de 2005 | Caracas             | Venezuela | Poliedro De Caracas      |
| 23 de mayo de 2006       | Panamá              | Panamá    | Figali Convention Center |
| 26 de mayo de 2006       | Córdoba             | Argentina | Orfeo Superdomo          |
| 27 de mayo de 2006       | Buenos Aires        | Argentina | Salón amarillo la rural  |
| 28 de mayo de 2006       | Buenos Aires        | Argentina | Salón amarillo la rural  |
| 30 de mayo de 2006       | São Paulo           | Brasil    | Via Funchal              |
| 2 de junio de 2006       | Ciudad de Guatemala | Guatemala | Estadio Mateo Flores     |
| 4 de junio de 2006       | Bogotá              | Colombia  | Estadio El Campín        |